# 廃酸
廃酸（はいさん、英: Waste acid）は、水溶液状廃棄物のうち酸性のものを指す。

## 法令上の定義
日本の廃棄物処理法上はpH7.0より低いものと定義されており、一般に酸と認識されないものも含むことがある。このうち、産業廃棄物として排出されるpH2.0以下の廃酸は、廃棄物の処理及び清掃に関する法律施行令第二条の四第二号により特別管理産業廃棄物に分類される。シアン化物やヒ素、六価クロムなどを含むものは、特定有害産業廃棄物として取り扱われる。油状の液体は廃油、泥状の物体は汚泥として扱われる。毒物及び劇物取締法に該当する成分を含んでいても、同法の規制は受けない。たとえば硫酸を10%以上含む製剤は劇物であるが、硫酸を10%以上含む廃液は劇物には含まれない。廃棄物処理法で定める廃酸・廃アルカリと、水質汚濁防止法で定める廃水との間に明確な区別はない。

## 廃酸の分類と排出源
- 廃硫酸 - レーヨン・セロファン等の製造、金属精錬、鉄鋼製造・めっきや塗装等の際の金属酸洗 (Pickling (metal)) 、アルマイト加工など。
- 廃塩酸 - 塩化ビニル・クロロベンゼン等の有機塩素化合物や金属チタンの製造、めっきや塗装等の際の金属酸洗、糖蜜液からグルタミン酸の分離工程など。
- 廃硝酸 - 亜鉛板エッチング、ニトロ化合物の製造、半導体製造など。
- 廃リン酸 - ステンレス加工やアルミ表面処理等の際の金属酸洗、アルマイト加工など。
- 廃フッ化水素酸 - ステンレス加工の際の金属酸洗、ガラス加工、半導体製造など。
- 有機系廃酸 - 発酵工業、アクリル酸エステル製造時に副生物として生じる酢酸など。
- その他酸性廃液 - 写真定着廃液、農薬や医薬品製造等各種有機合成化学廃液など[5]。

## 処理およびリサイクル
- 鉄鋼製造時には錆取りのため硫酸や塩酸が用いられ、鉄分を含んだ廃酸として排出される。廃酸処理センターに持ち込まれた廃硫酸は減圧濃縮され、硫酸鉄(II)と硫酸とに分離される。硫酸鉄結晶から分離された硫酸は希釈され、再び鉄鋼酸洗に使用される[6]。塩化鉄(II)を含む廃塩酸は、600℃に加熱した焙焼炉に噴霧し、塩化鉄を酸化鉄に酸化分解するとともに塩酸を回収する。得られた塩酸は再び鉄鋼の酸洗に使用される。
- アルミニウムやステンレスの化学研磨には、酸化アルミニウムや酸化クロム(III)の被膜を除去するため、硝酸とフッ化水素酸の混酸が使われる。硝酸イオンは水域の富栄養化を招くことから排出が規制されている。この混酸の再生には、リン酸トリブチル75%・ケロシン25%の溶媒を使った溶媒抽出法がとられ、硝酸90%、フッ化水素酸70%と高い回収率を持つ[7]。
- 回収不能な硝酸は微生物による脱窒処理や、スルファミン酸による分解処理が行われる[8]。
- フッ化水素酸やリン酸を含む廃液は消石灰（水酸化カルシウム）で中和し、それぞれフッ化カルシウム、リン酸カルシウムとして除去される。蒸留による回収はあまり行われていない[9][10]。
- 酢酸やギ酸など低沸点かつ高濃度の廃有機酸は蒸留により回収される。燃焼により熱エネルギーとしても利用される。シュウ酸・酒石酸・クエン酸などの廃液は水酸化カルシウムで中和しカルシウム塩として沈殿させ、硫酸を加えて遊離させて回収する。
- 廃有機酸は中和処理したのち微生物処理で有機物を分解してから放流するが、クロロ酢酸やスルホン酸など生物分解が困難なものは高温で酸化分解される。